# Ольсберг (Аргау)
Ольсберг (нем. Olsberg AG) — коммуна в Швейцарии, в кантоне Аргау.
Входит в состав округа Рейнфельден. Население составляет 360 человек (на 31 декабря 2007 года). Официальный код — 4257.

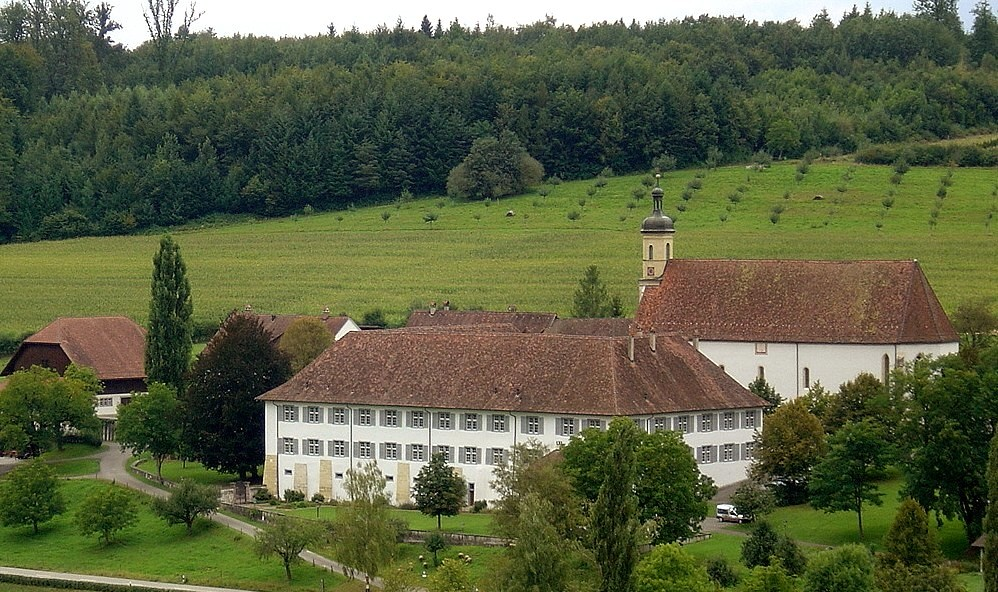
Ольсберг